# 一橋大学クリムゾン
一橋大学クリムゾン（ひとつばしだいがく・クリムゾン）は、一橋大学体育会に所属するアメリカンフットボールチームである。関東学生アメリカンフットボール連盟2部リーグ所属。チームカラーはクリムゾンレッド。一橋大学三大体育会の1団体である。

## 歴史
創部は1967年。関東の国立大学では、防衛大学校、東京大学に次いで3番目のチームとして誕生した。並列リーグ時代の1970年から1980年までは首都大学リーグに所属。70年と72年に首都大学リーグ優勝を飾っている。直列リーグ構成に戻った1981年からは2部リーグに所属。87年に1部昇格を果たすものの、翌年すぐに2部降格し、以後長らく2部に留まるようになる。
流れが変わったのは2003年。筑波大学との入れ替え戦に勝利し1部に再昇格する。2006年、前年度1部ブロック優勝していた優勝候補筆頭の明治大学相手に完封勝ち、また立教大学にも勝利し、結果4勝3敗という過去最高の結果を残した。2007年にはALL JAPANに選ばれる選手達を擁し、開幕4連勝し前年度学生王者の法政大学との全勝対決にまで持ち込んだ。ところが2013年に10年間守り続けてきた1部から2部に降格した。しかし2014年、初戦敗北、続く2戦目には引分けというスタートながら残る5戦を全勝し、みごと上智大学との入れ替え戦にも勝利し再び1部昇格を果たした。2015年に学芸大学との入れ替え戦に敗れ再び2部に降格した。しかし2016年は2部Bブロックを5勝2敗の2位で専修大学との入れ替え戦に進出し、無事勝利を収め1部BIG8への復帰を決めた。

## 定期戦
大阪大学（1969年発足） - 通算成績：21勝26敗1分（2017年5月現在）